# Portret van Aertge Witsen
Portret van Aertge Witsen, Aertge ook gespeld als Aertgen of Aertje, is een schilderij van David Bailly in het Rijksmuseum in Amsterdam.

## Voorstelling
Het stelt een vrouw voor met een grote, opstaande samengestelde kanten waaierkraag. Ze heeft donker opgestoken haar en draagt een donkere japon met middenvoor een rozet tussen een zware ketting. Om de hals draagt ze een parelketting. Lange tijd werd de vrouw gezien als Maria van Reigersberg, de vrouw van Hugo de Groot. Deze identificatie werd gedaan op grond van gelijkenis met andere portretten en herkomst.

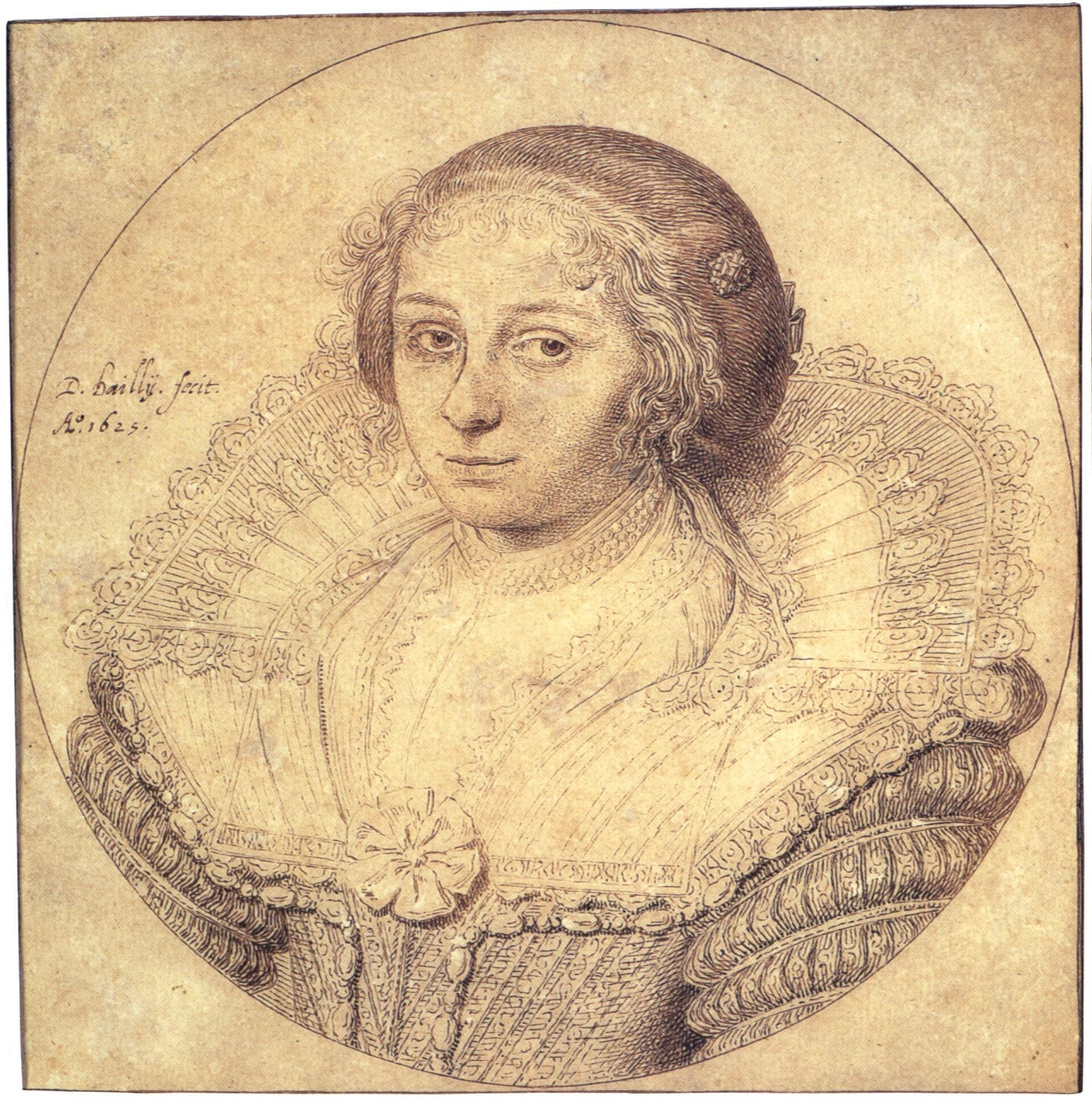
David Bailly. Portret van Aertge Witsen. 1625. Pen in bruin op papier. 16 × 16 cm. New York, Clement C. Moore.

In 2000 dook echter bij kunsthandel Habolt in Parijs een kleine tekening op door David Bailly met dezelfde vrouw. Deze tekening diende mogelijk als voorbeeld voor het schilderij in het Rijksmuseum. Op de achterkant hiervan stond het opschrift ‘jufvrouw van Swieten’. Deze juffrouw van Swieten was Aertge Witsen, geboren of gedoopt in Amsterdam op 23 juni 1599 en overleden aldaar op 9 november 1652. Ze was de dochter van Gerrit Jacobsz. Witsen en trouwde in Amsterdam op 22 augustus 1617 met Cornelis Bicker, eigenaar van Kasteel Swieten.
Aan de hand van de tekening kon ook een dubbelportret, dat in 1990 voor het laatst werd gesignaleerd bij kunsthandel Thomas Agnew & Sons Ltd. in Londen, geïdentificeerd worden als Aertge Witsen en een 34-jarige Cornelis Bicker van Swieten. Of het portret in het Rijksmuseum deel uitmaakte van een vergelijkbaar dubbelportret is onbekend.

## Toeschrijving en datering
Het schilderij is linksonder gesigneerd ‘D. bailly fecit.’ en rechtsonder gedateerd ‘Ao. 1625.’

## Herkomst
Het werk werd op 29 november 1806 door het Rijksmuseum gekocht van kunsthandelaar P.C. Huybrechts.